# Storsjön
Storsjön (kiejtés: /ˈstuːˌʂœn/, jelentése: „A nagy tó”) Svédország ötödik legnagyobb tava. 464 km² területű, a legmélyebb pontja 74 méter, ez teszi lehetővé, hogy a tóban nem fagy meg az élet még −30 °C hidegben sem. 9000 évvel ezelőtt, a Würm-glaciális végén jött létre.
Jämtland megyében fekszik. A tóból az Indalsälven folyó indul ki. A Storsjönben több sziget, köztük Frösön is található. Östersund városa a keleti parton helyezkedik el, szemben Frösönnel. A legenda szerint a tóban él a Storsjöodjuret nevű tavi szörny. 